# عبد الجليل شلبي
عبد الجليل شلبي (؟ - توفي 1995)، هو عالم دين أزهري مصري. الأمين العام الأسبق لمجمع البحوث الإسلامية والعميد الأسبق لمعهد إعداد الدعاة، وكان مديراً للمركز الإسلامي في «لندن» في مطلع سبعينيات القرن العشرين.
الشيخ شلبي حاصل على درجة الدكتوراه في الأديان المقارنة من جامعة لندن، واشتهر بردوده على اصحاب الشبوهات حول الإسلام عبر بابه اليومي في جربدة الجمهوية بعنوان «قرأن وسنة» خلال ثمانينيات القرن العشرين.

## حياته
في الثانية عشرة من عمره أتم خفظ القران الكريم وتجويده في بلدته غرب الوقف البحري بمركز مطبوس بمحافظة كفر الشيخ، والتحق بالمعهد الأزهري بالإسكندرية، وواصل دراسته حتى حصل على الشهادة العالية، وإجازة التدريس من كلية اللغة العربية بجامعة الأزهر. ونظرا لتوقف العمل في الدراسات العليا بالأزهر - لفترة من الأربعينات - فقد لجأ للمدارس المدنية، حيث حصل على الابتدائية والثقافة(وهو مدرس)، والتحق بجامعة الإسكندرية (قسم اللغة العربية بكلية الأداب)، ثم فرع الخرطوم جامعة القاهرة حيث كان يعمل في السودان، ثم عاد للعمل في مصر، وأكمل تعليمه الجامعي، وحصل على الليسانس ثم الماجستير. وعندما اختير إماما للمركز الإسلامي في لندن حصل على رسالة الدكتوراه، بعدها عاد إلى القاهرة ليعين أمينا عاما لمجمع البحوث الإسلامية بالأزهر، وبعد إحالته للمعاش عين عضوا في لجنة الفتوى. وكان عميد معهد إعداد الدعاة في مصر. ظل طوال 13 عاما يكتب مقالا يوميا بجريدة الجمهورية بعنوان «قرأن وسنة» يناقش من خلاله قضايا الإسلام والمسلمين.

## وفاته
توفي في شهر رمضان لعام 1415 هـ الموافق 1995م عن عمر يناهز 80 عاما.

## من مؤلفاته
وتركزت معظم مؤلفاته - البالغة 22 كتابا على التصدي للمفتريات على الإسلام وقضايا الاستشراق.
- صور استشراقية
- الإسلام والمستشرقون
- مختصر أصول الفقه
- الخطابة وإعداد الخطيب
- عظماء قادة الاديان
- رد مفتريات المبشرين على الإسلام
- معركة التبشير والإسلام، حركات التبشير والإسلام في آسيا أفريقيا أوروبا
- الارساليات التبشيرية، كتاب يبحث في نشأة التبشير وتطوره وأشهر الارساليات التبشيرية ومناهجها
- معاني القرأن وإعرابه/ للزجاج
- رد مفتريات على الإسلام
- الإرساليات التبشيرية
- الشيوعية والشيوعيون في ميزان الإسلام
- اليهود واليهوديه. (أخر ما كتبه الشيخ عبد الجليل شلبي).

## وصلات خارجية
- عن عبد الجليل شلبي - بقلم مصطفي الفقي.